# Июль 2013 года

Список событий июля 2013 года.

## События
- 1 июля
  - Марина Лошак назначена новым директором музея им. Пушкина, сменив на этом посту Ирину Антонову[1].
  - Хорватия присоединилась к ЕС[2].
  - В городе Чэнду китайской провинции Сычуань состоялось официальное открытие The New Century Global Center, самого большого отдельно стоящего здания в мире площадью свыше 1,76 миллиона квадратных метров[3].
- 2 июля
  - В Якутии при жёсткой посадке потерпел катастрофу вертолёт Ми-8, 24 человека погибли, четверо выжили[4].
  - На космодроме Байконур на 17-й секунде полёта произошла авария ракеты-носителя Протон-М с тремя спутниками системы ГЛОНАСС на борту[5].
  - Министр иностранных дел Португалии Паулу Порташ ушёл в отставку[6].
  - Жители украинской Врадиевки взяли штурмом РОВД с применением коктейля Молотова; штурм был спровоцирован появлением в здании РОВД милиционера, изнасиловавшего местную жительницу[7].
- 3 июля
  - Король Бельгии Альберт II объявил об отречении от престола с 21 июля в пользу своего старшего сына принца Филиппа[8].
  - Армия Египта отправила в отставку президента Мухаммеда Мурси после непрекращающихся акций протеста. Исполняющим обязанности президента назначен председатель Верховного суда Адли Мансур[9].
  - Турецкий суд принял решение запретить перестройку стамбульского парка Гези и прилегающей к нему площади Таксим[10].
  - Imagine Cup-2013 в Санкт-Петербурге: команда ИТМО победила на чемпионате мира по программированию[11].
- 4 июля
  - Международная федерация футбола приостановила членство Камеруна в организации из-за вмешательства камерунских властей в деятельность местной футбольной ассоциации[12].
  - В московском Гайд-парке прошёл митинг учёных против реформы Российской академии наук[13].
  - Нефтяная компания ExxonMobil вновь стала лидером в списке ста мировых корпораций с самой большой рыночной капитализацией, опередив Apple[14].
- Международный олимпийский комитет выбрал столицу Летних юношеских Олимпийских игр 2018 года. Это право получила столица Аргентины Буэнос-Айрес[15].
- 5 июля
  - Приостановлено членство Египта в Африканском союзе[16].
  - Папа римский Франциск подписал декрет о канонизации Иоанна Павла II[17].
  - Кармен Мелендес назначена первой в истории Венесуэлы женщиной — министром обороны[18].
- 6 июля
  - В аэропорту Сан-Франциско при посадке разбился самолёт Boeing 777 авиакомпании Asiana Airlines, летевший из Сеула: 3 человека погибли, 181 пострадали[19].
  - Крупная железнодорожная катастрофа произошла в канадском городе Лак-Мегантике: состав, гружённый нефтью, сошёл с рельсов и взорвался. 20 человек погибли, 30 пропали без вести[20].
  - В Казани (Россия) открыта XXVII летняя Универсиада[21].
- 7 июля
  - Энди Маррей стал первым с 1936 года британским теннисистом, выигравшим Уимблдонский турнир[22].
  - Массовые беспорядки в Пугачёве Саратовской области[23].
- 8 июля
  - Власти Боливии потребовали у послов Франции, Испании, Португалии и Италии объяснений в связи с инцидентом с самолётом президента страны Эво Моралеса[24].
  - Экс-министр железных дорог КНР Лю Чжицзюнь приговорён к высшей мере наказания за коррупцию с отсрочкой исполнения на два года[25].
- 9 июля
  - Хазем Аль-Баблауи назначен новым премьер-министром Египта. Мохаммед эль-Барадеи стал вице-президентом[26].
- 10 июля
  - Данные, полученные спутником IBEX, подтвердили наличие плазменного хвоста Солнечной системы[27][28].
  - Председателем Правительства Приднестровской Молдавской Республики стала Татьяна Михайловна Туранская[29].
- 11 июля
  - Премьер-министр Люксембурга Жан-Клод Юнкер ушёл в отставку[30].
  - Вячеслав Муханов и Алексей Старобинский стали лауреатами премии Грубера по космологии за 2013 год за их вклад в создание стандартной космологической модели[31].
  - Американское вертолётное общество впервые за 33 года вручило приз Игоря Сикорского за создание вертолёта на мускульной тяге[32].
  - На фоне заявлений председателя Федеральной резервной системы Бена Бернанке индексы Dow Jones Industrial Average и Standard & Poor’s 500 прибавили более 1 % и обновили исторические максимумы, высокотехнологичный индекс NASDAQ достиг рекордного значения за 10 лет[33].
- 12 июля
  - На железнодорожной станции в парижском пригороде Бретиньи-сюр-Орж сошёл с рельсов пассажирский поезд, следовавший в город Лимож, 8 человек погибли, десятки ранены[34].
  - Открылся IV Одесский международный кинофестиваль[35].
  - Госдепартамент США призвал вооружённые силы Египта отпустить на волю свергнутого президента страны Мухаммеда Мурси[36].
- 13 июля
  - Крупная автокатастрофа на территории Подольского района Московской области: КАМАЗ столкнулся с рейсовым автобусом; погибли 18 человек[37], 15 июля было объявлено днём траура[38].
  - Московский ЦСКА стал обладателем Суперкубка России по футболу[39].
  - В китайских провинциях Чжэцзян и Фуцзянь из-за тайфуна «Соулик» были эвакуированы свыше полумиллиона жителей[40].
  - Парламентские выборы в Бутане. Победу впервые одержала оппозиционная Народно-демократическая партия Бутана[41].
- 14 июля
  - В некоторых городах США состоялись акции протеста из-за оправдательного приговора дружиннику Джорджу Циммерману, убившему чернокожего подростка[42][43].
- 15 июля
  - Объявлено об открытии четырнадцатого спутника Нептуна[44].
  - В Панаме местными властями арестовано вместе с экипажем северо-корейское грузовое судно Chong Chon Gang, пытавшееся скрытно перевезти из Кубы через Панамский канал в КНДР 240 тонн незадекларированного оружия. Торговля оружием с КНДР запрещена целым рядом резолюций Совета Безопасности ООН. КНДР требует немедленно отпустить команду и корабль. Власти Панамы обратились за помощью в Совбез ООН[45]/
- 16 июля
  - Массовое отравление детей школьными обедами произошло в индийском городе Чхапра, штат Бихар. По предварительным данным, 20 детей скончались, около 50 госпитализированы[46].
  - Во Франции по подозрению в подготовке масштабного теракта арестованы норвежский музыкант Варг Викернес и его жена[47][48].
  - Наводнение на юго-западе Китая унесло жизни по меньшей мере 58 человек, 175 пропали без вести[49].
- 17 июля
  - Королева Великобритании Елизавета II одобрила законопроект, который легализует однополые браки на территории Англии и Уэльса[50].
- 18 июля
  - Алексей Навальный, являющийся зарегистрированным кандидатом в мэры Москвы, приговорён по делу «Кировлеса» к пяти годам лишения свободы. Проходящий по этому же делу предприниматель Пётр Офицеров — к четырём[51][52]. В связи с приговором в Москве, Санкт-Петербурге и Кирове прошли акции протеста[53].
- 19 июля
  - В Санкт-Петербурге скончался Михаил Горшенёв, лидер группы Король и Шут от сердечной недостаточности, так как принимал алкоголь и наркотические вещества в большом количестве. Фанаты собрались с «Юбилейном» чтобы почтить смерть панка.
  - Принесение креста апостола Андрея Первозванного в храм Христа Спасителя в Москве[54].
  - Китаец впал в кому от удара током при зарядке iPhone[55], менее чем через неделю после схожего случая, послужившего причиной смерти китаянки[56].
  - Американский город Детройт объявил себя банкротом[57].
  - Решением суда Алексей Навальный и Пётр Офицеров освобождены из-под стражи до вступления приговора в законную силу[58].
- 20 июля
  - Начался паводок на Дальнем востоке России[59][60].
- 21 июля
  - Король Бельгии Альберт II отрёкся от престола в пользу сына Филиппа, который принёс присягу и стал седьмым королём Бельгии[61].
  - Мужская сборная России выиграла Мировую лигу по волейболу[62].
  - В ходе американо-австралийских учений под названием Talisman Saber истребители вооружённых сил США по ошибке сбросили учебные бомбы на Большой Барьерный риф[63].
  - В Японии прошли выборы в Палату советников[64].
- 22 июля
  - В результате землетрясения магнитудой 6,6 в провинции Ганьсу (Северо-Западный Китай) погибли 95 человек, ранения получили свыше 1000[65].
  - Региональный административный суд Стамбула разрешил вырубку деревьев в парке Гези ради строительства торгового центра[66].
  - Из двух иракских тюрем ― «Таджи» и «Абу-Грейба» совершён массовый одновременный побег, ответственность за который взяла террористическая организация «Аль-Каида»[67].
  - В Узбекистане начаты работы по строительству новой электрифицированной железнодорожной линии Ангрен — Пап, которая должна связать Ферганскую долину с остальной частью страны в обход Таджикистана[68].
  - Польша перешла на цифровое телевещание[69].
- 23 июля
  - В Рио-де-Жанейро открылись Всемирные дни католической молодёжи[70].
  - Все 28 правительств стран Европейского Союза согласились признать боевое крыло ливанского движения «Хезболла» террористической организацией[71].
  - В Софии несколько сотен участников акции протеста против правительства Болгарии блокировали выходы Народного собрания республики[72].
- 24 июля
  - Крушение поезда в Испании. Погибли 80 человек, 178 ранены[73].
  - Американский банк Wells Fargo стал крупнейшим в мире, обогнав по стоимости Industrial and Commercial Bank of China[74]
- 25 июля
  - Парламентские выборы в Того[75]. Правящая партия Союз за республику получила большинство мест (62 места)[76].
  - В результате массовых акций сторонников и противников свергнутого президента Египта Мухаммеда Мурси погибли от 30 до 200 человек, около 700 получили ранения[77].
- 26 июля
  - В результате массовых акций сторонников и противников свергнутого президента Египта Мухаммеда Мурси погибли 80 человек, почти 800 получили ранения[78].
- 27 июля
  - Досрочные парламентские выборы в Кувейте[79].
  - В Киеве отметили 1025-летие Крещения Руси[80].
- 28 июля
  - Парламентские выборы в Камбодже. Победу одержала Народная партия Камбоджи[81].
  - Президентские выборы в Мали[82].
  - Парламентские выборы в Турецкой Республике Северного Кипра[83]. Победу одержала Турецкая республиканская партия — объединённые силы[84].
  - Женская сборная Германии по футболу в 6-й раз подряд выиграла чемпионат Европы, проходивший в Швеции[85].
  - На юге Италии на дороге Неаполь — Каноза пассажирский автобус выехал за пределы полосы движения и упал в пропасть; 38 человек погибли, 10 получили тяжёлые ранения[86].
- 30 июля
  - Президентские выборы в Пакистане[87]. Новым президентом избран Мамнун Хусейн[88].
- 31 июля
  - Президентские выборы в Зимбабве[89]. Победу одержал действующий президент Роберт Мугабе[90].